# Paraplea pallescens
Paraplea pallescens är en insektsart som först beskrevs av William Lucas Distant 1906.  Paraplea pallescens ingår i släktet Paraplea och familjen dvärgryggsimmare. Inga underarter finns listade i Catalogue of Life.